# 僕らがいた (松たか子のアルバム)
『僕らがいた』（ぼくらがいた）は、松たか子の7枚目のオリジナル・アルバム。2006年4月26日発売。

## 概要
前作『harvest songs』以来、約2年半ぶりとなるオリジナル・アルバム。

## 収録曲
1. 明かりの灯る方へ 
  - 作詞・作曲：スキマスイッチ／編曲：常田真太郎
  - 19thシングル。
2. 水溜まりの向こう  
  - 作詞・作曲：和田唱／編曲：TRICERATOPS
3. ずっと 
  - 作詞・作曲：真島昌利／編曲：森俊之
4. 時の舟 〜album version〜 
  - 作詞：松たか子／作曲・編曲：Akeboshi
  - 17thシングルのアルバムバージョン。
5. ソレアレス・メモリー  
  - 作詞・作曲：武藤昭平／編曲：勝手にしやがれ
6. そして僕の夜が明ける  
  - 作詞・作曲：スキマスイッチ／編曲：常田真太郎
7. その日まで  
  - 作詞・作曲：松たか子／編曲：佐橋佳幸
8. 水槽  
  - 作詞・作曲：スキマスイッチ／編曲：佐橋佳幸
9. 山手駅 〜re-master version〜 
  - 作詞・作曲:NEMO／編曲：森俊之
  - 19thシングルのカップリング曲。
10. 僕らがいた  
  - 作詞・作曲：松たか子／編曲：佐橋佳幸
11. 未来になる 〜album version〜 
  - 作詞・作曲：松たか子／編曲：佐橋佳幸
  - 18thシングルのアルバムバージョン。

## 参加ミュージシャン
- 明かりの灯る方へ
  - 松たか子：Vocal, Background Vocal
  - 大橋卓弥：Background Vocal
  - 常田真太郎：Piano, Programming
  - 松永俊弥：Drums
  - 有賀啓雄：Bass
  - 佐橋佳幸：Guitars
  - 山本拓夫：Flute
  - 荒木敏男：Trumpet
  - 飯尾芳文：Tambourine
  - 弦一徹ストリングス：Strings
- 水溜まりの向こう
  - 松たか子：Vocal
  - 和田唱：Guitar, Background Vocal
  - 吉田佳史：Drums
  - 林幸治：Bass
  - Dr.KyOn：Accordion
  - 佐橋佳幸：Mandolin
  - 金原千恵子ストリングス：Strings
- ずっと
  - 松たか子：Vocal, Background Vocal
  - 林立夫：Drums
  - 萩原"mecken"基文：Bass
  - 佐橋佳幸：Guitars
  - 森俊之：Rhodes, Clavinet, B-3, Programming
- 時の舟 ～album version～
  - 松たか子：Vocal, Background Vocal
  - Akeboshi：Piano, Sampling, Programming, Editing
  - 佐橋佳幸：Guitars, Mandolin, Background Vocal
  - Martin Johnson：Fiddle
  - Jim Ediger：Fiddle, Accordion
  - スパム春日井：Editing, Programming
  - 飯尾芳文：Remix
- ソレアレス・メモリー
  - 松たか子：Vocal
  - 武藤昭平：Drums
  - 田中和：Trumpet
  - 福島忍：Trombone
  - 浦野正樹：Double Bass
  - 田浦健：Tenor Saxophone
  - 飯島誓：Baritone Saxophone
  - 斎藤淳一郎：Piano
  - 佐橋佳幸：Guitar
- そして僕の夜が明ける
  - 松たか子：Vocal, Background Vocal
  - 常田真太郎：Organ, Programming
  - 松永俊弥：Drums
  - 有賀啓雄：Bass
  - 斎藤有太：Rhodes
  - 三沢またろう：Percussion
  - 佐橋佳幸：Guitars
  - 弦一徹ストリングス：Strings
- その日まで
  - 松たか子：Vocal, Background Vocal
  - 飯尾芳文：Drums, Programming
  - 柴田俊文：Piano, B-3
  - 山本拓夫：Tenor Saxophone, Baritone Saxophone
  - 佐橋佳幸：Guitars, Programming
- 水槽
  - 松たか子：Vocal, Background Vocal, Piano, Vibraphone, Stick Sugar Shaker, Melodica, B-3 Bass
- 山手駅 ～reｰmaster version～
  - 松たか子：Vocal, Background Vocal
  - NEMO：Background Vocal
  - 林立夫：Drums
  - 萩原"mecken"基文：Bass
  - 佐橋佳幸：Guitar, Pedal Steel, Dobro
  - 森俊之：Rhodes, Synthesizer, B-3, Programming
- 僕らがいた
  - 松たか子：Vocal, Background Vocal
  - 山木秀夫：Drums
  - 有賀啓雄：Bass
  - 柴田俊文：Piano, Clavinet, B-3
  - 山本拓夫：Soprano Recorder, Alto Recorder
  - 飯尾芳文：Tambourine
- 未来になる ～album version～
  - 松たか子：Vocal, Background Vocal
  - 石川鉄男：Sampling, Programming
  - 柴田俊文：B-3, Synthesizers
  - 三沢またろう：Percussion
  - 飯尾芳文：Drums, Remix
  - 佐橋佳幸：Guitars, Synthesizers, Programming